# Оцења
Оцења (итал. Ozegna) је насеље у Италији у округу Торино, региону Пијемонт.
Према процени из 2011. у насељу је живело 1105 становника. Насеље се налази на надморској висини од 300 м.

## Становништво
Према резултатима пописа становништва 2011. у општини је живело 1.235 становника.
| 1931. | 1936. | 1951. | 1961. | 1971. | 1981. | 1991. | 2001. | 2011. |
| ----- | ----- | ----- | ----- | ----- | ----- | ----- | ----- | ----- |
| 823   | 891   | 959   | 849   | 988   | 1.104 | 1.157 | 1.172 | 1.235 |